# Pierre au Rey
La Pierre au Rey (appelée aussi dolmen du Trépied, ou dolmen de la Vigie) est un chaos granitique naturel situé sur le territoire de la commune française de Flamanville, dans le département de la Manche, en région Normandie.

## Localisation
La Pierre au Rey est située à la Vigie, près du sémaphore, sur la commune de Flamanville, dans le département français de la Manche.

## Historique
L'édifice est d'abord signalé en 1833 par Le Fillastre et par Ragonde dans leur ouvrage Description des monuments druidiques du département de la Manche. Il a longtemps été considéré, à tort, comme un dolmen et fit l’objet à ce titre d’un classement au titre des monuments historiques par liste de 1862.
Dans le tome III de son Inventaire des découvertes d'archéologie préhistorique en Normandie, Léon Coutil mentionne la Pierre Aurey selon ces termes : « Les guetteurs ont tenté de le faire disparaître, parce que étant juste à la hauteur du bureau où se trouvent les appareils du sémaphore et les lunettes, ils ne peuvent embrasser tout l'horizon. Ils sont obligés à chaque instant de sortir et d'escalader la table pour faire leurs observations, même au milieu de la pluie et du vent. Ne pouvant le supprimer, ils l'ont transformé : les intervalles des supports ont été bouchés et on a construit à l'extérieur des niches à lapins et à poulets : quant à l'intérieur, il leur sert d'abri pendant les tempêtes ».
Cependant, dès 1906, un érudit local mit en doute l'authenticité de ce dolmen, n'y voyant qu'un chaos granitique naturel. En 2012, la Direction régionale des Affaires culturelles a décidé son déclassement.

## Description
Le site est composé de trois rochers disposés en triangle qui en soutiennent un quatrième. Ces trois supports de granite dépassent du sol d'environ 1,20 m. L'ensemble du monument s'élève à 2,65 m au-dessus du sol. Le bloc supérieur mesure 1,90 m de largeur, 1,60 m d'épaisseur.
Les inscriptions qu'on croit lire sur la pierre sont selon certains des caractères viking et pour d'autres une inscription du XIXe siècle.